# Cappella di Santa Croce (Mondovì)
La cappella di Santa Croce è una piccola chiesa di Mondovì (CN).

## Storia e descrizione
Le sue origini si perdono nel tempo: l'esistenza della costruzione è documentata per la prima volta agli inizi del Duecento. La parte centrale è databile attorno alla prima metà del Trecento, il piccolo campanile triangolare ed il portico risalgono al Sei-Settecento. La chiesa o oratorio apparteneva alla confraternita di S Croce o dei raccomandati di Maria (vedi Le Confraternite di G:P Vigo). All'interno vi sono affreschi risalenti al 1450-1460 circa e sono uno dei migliori esempi di pittura gotica europea. Le pitture sono attribuite al pittore Antonio 'Dragone' da Monteregale, artista presente a Molini di Triora e nelle vallate monregalesi nella metà del Quattrocento.
L'affresco centrale rappresenta la cosiddetta Croce Brachiale, iconografia rarissima. La croce possiede quattro braccia animate, con la superiore apre la porta del paradiso, con quella sinistra pugnala la Sinagoga, donna assisa su di una capra con le gambe spezzate e senza testa. Con la destra incorona la figura della Chiesa. Il quarto braccio, cancellato dall'apposizione di un altare nel tardo Seicento, probabilmente apriva le porte degl'inferi. 
Sulla volta sono rappresentate quattro differenti scene. Sopra l'altare vi è il Cristo Pantocratore nell'atto di mostrare le piaghe. Nelle altre vele vi sono la Deposizione, ambientata nel Piemonte del Quattrocento, la Salita al Calvario e la Flagellazione. Sulla parete destra è rappresentato il Cristo in Pietà, in quella destra la Resurrezione. Al di sotto, racchiusi in dodici medaglioni, sei per parete, vi sono gli Apostoli. 
Nella parte interna di un arco sono rappresentati i santi Stefano, Domenico, Francesco e Lorenzo. 
Nella nicchia della parete destra vi è rappresentata sant'Elena, madre di Costantino I, ritrovatrice della Croce. Nella nicchia della parete destra invece vi sono una Vergine con Bambino attorniati da san Pietro Martire e da san Bernardino da Siena.
Durante una pestilenza di bestiame nell'Ottocento la cappella venne ridedicata a san Magno. Solo ultimamente ha ripreso il suo nome originario.